# 긴테쓰 시마선
시마 선(일본어: 志摩線)은 일본 미에현 도바시의 도바역부터 시마시의 가시코지마 역을 연결하는 긴키 닛폰 철도의 철도 노선이다.

## 노선 정보
- 노선 거리 (영업 거리) : 24.5 km
- 궤간 : 1435mm
- 역 수 : 16역 (기종점역 포함)
- 복선화 구간 : 도바 역 - 나카노고 역 간 · 후나쓰 역 - 가미노고 역 간 · 시마이소베 역 - 가시코지마 역 간
- 전철화 구간 : 전 구간 전철화 (직류 1500V)
- 폐색 방식 : 자동 폐색식

전 노선, 나고야 수송 총괄부의 관할이다.

## 역 목록
| 역 번호 | 역명         | 일어 역명 | 역간 거리 | 누계 거리 | 접속 노선                                     | 소재지 |
| ------- | ------------ | --------- | --------- | --------- | --------------------------------------------- | ------ |
| M 78    | 도바         | 鳥羽      | -         | 0.0       | 긴키 닛폰 철도 도바 선 도카이 여객철도 산구선 | 도바시 |
| M 79    | 나카노고     | 中之郷    | 1.0       | 1.0       |                                               | 도바시 |
| M 80    | 시마아카사키 | 志摩赤崎  | 1.3       | 2.3       |                                               | 도바시 |
| M 81    | 후나쓰       | 船津      | 1.6       | 3.9       |                                               | 도바시 |
| M 82    | 가모         | 加茂      | 1.6       | 5.5       |                                               | 도바시 |
| M 83    | 마쓰오       | 松尾      | 1.4       | 6.9       |                                               | 도바시 |
| M 84    | 시라키       | 白木      | 1.0       | 7.9       |                                               | 도바시 |
| M 85    | 고치         | 五知      | 3.1       | 11.0      |                                               | 시마시 |
| M 86    | 구쓰카케     | 沓掛      | 1.7       | 12.7      |                                               | 시마시 |
| M 87    | 가미노고     | 上之郷    | 1.9       | 14.6      |                                               | 시마시 |
| M 88    | 시마이소베   | 志摩磯部  | 1.4       | 16.0      |                                               | 시마시 |
| M 89    | 아나가와     | 穴川      | 1.6       | 17.6      |                                               | 시마시 |
| M 90    | 시마요코야마 | 志摩横山  | 2.8       | 20.4      |                                               | 시마시 |
| M 91    | 우가타       | 鵜方      | 0.9       | 21.3      |                                               | 시마시 |
| M 92    | 시마신메이   | 志摩神明  | 1.8       | 23.1      |                                               | 시마시 |
| M 93    | 가시코지마   | 賢島      | 1.4       | 24.5      |                                               | 시마시 |